# Jul på Slottet
Jul på Slottet var Danmarks Radio (DR):s julkalender från 1986 och sändes första gången som Barnens U-landskalender 1986. Den regisserades av Finn Henriksen, och musiken komponerades av Bodil Heister.
Serien spelades in på Rosenholms slott under sex månader 1985.
Jul på Slottet handlar om ett fattigt kungarike som måste betala krigsskadestånd till grannlandet, antingen i form av konungens vikt i guld, eller genom att gifta bort prinsessan Miamaja innan jul. Greven Rabsenfuchs försöker förstöra planerna tillsammans med sin nevö junker Juchs, medan tomtarna, som också bor på slottet, försöker hjälpa till med att sprida julstämning.
Huvudrollerna som jägaren Valentin och prinsessan Miamaja spelas av Jens Zacho Böye och Hanne Stensgaard, medan Waage Sandø spelare skurken greve Rabsenfuchs. Övriga medverkande är Morten Grunwald, Ole Thestrup och Allan Olsen. Julkalendern innehåller sånger, däribland "December-Sang" med text som släpptes på CD 1998.
Jul på Slottet var DR:s dittills dyraste julkalender, och rosades för både scenografin och kostymerna. Flera av skådespelarna rosades också och speciellt Böye och Stensgaard uppnådde stor popularitet. Jul på Slottet har dramatiserats och satts upp på teater på flera platser i Danmark.

## Handling

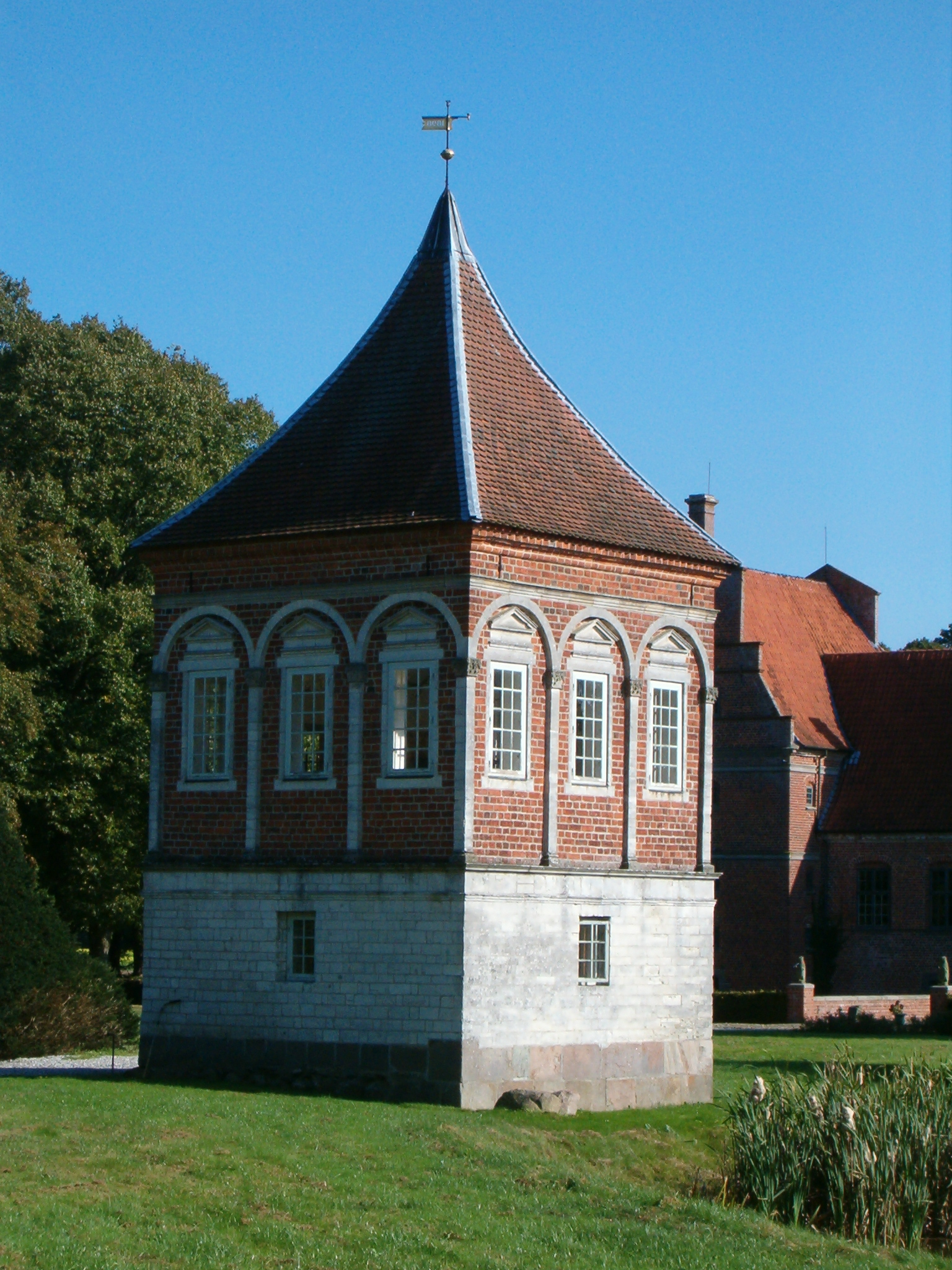
Lusthuset Pirkentavl, där greven Rabsenfuchs och junker Juchs bor.

På slottet i ett litet kungarike bor kungen (Morten Grunwald) med sin syster, Fedorika (Lily Weiding) och sin underbara dotter, prinsessan Miamaja (Hanne Stensgaard). Riket har varit i krig med grannlandet Montania och för att säkra freden ska de betala kungens vikt i guld som krigsskadestånd. Tillsammans med sin simpla nevö junker Juchs (Kim Veisgaard) har greve Rabsenfuchs (Waage Sandø) däremot gömt spannmålspengar, så att det bara finns ganska lite kvar i skattkammaren. Kungen försöker banta för att dra ner på mängden guld som ska betalas. När det inte fungerar, ber han trollkarlen mästare Astralius (Ejnar Hans Jensen) framställa guld.
Montanias sändebud, baron von Wiessenwass (Aksel Erhardsen), låter kungen få veta, att om prinsessan Miamaja äktar Montanias prins, kommer skulden anses betald. Detta nekar prinsessan blankt. Den främmande jägaren Valentin (Jens Zacho Böye) som har fått anställning på slottet, försöker tillsammans med Miamaja gå igenom rikets räkenskaper, för att ta reda på varför det inte kommit in mer skatt. Han ger henne också ett halsband, som hon hänger på sin häst Vesper, eftersom hon inte kan gå med ett smycke som hon har fått av en simpel jägare.
Montania kräver svar före jul, och därför avskaffar kungen julen i ett försök att köpa mer tid. Istället skickar Montania sin här och omringar slottet. Samtidig fängslas Valentin anklagad för att vara en spion från Montania. Till slut ger prinsessan sig och godtar att gifta sig med prinsen, som dessvärre inte kan närvara vid vigseln. Baron von Wiessenwass blir ersättare, men precis efter ceremonin känner han igen smycket Miamaja fått från Valentin, som hon bär runt halsen. Valentin frisläpps och det visar sig att han var Montanias prins i förklädnad. Vid avslöjandet blir prinsessan rasande och vill inte ha något med honom att göra. Valentin får också reda på att baron von Wiessenwass och greve Rabsenfuchs samarbetar för gömma guldet, och de blir tagna på bar gärning när de försöker fly landet. Kungen återinför julen och prinsessan förlåter Valentin och ber honom stanna.

## Rollista
- Morten Grunwald – kungen
- Lily Weiding – Fedorika
- Hanne Stensgaard – Miamaja
- Waage Sandø – greve Rabsenfuchs
- Jens Zacho Böye – Valentin
- Kim Veisgaard – junker Juchs
- Anders Baggesen – Sysmund
- Anna Marie Nordestgaard – Sibbe
- Ole Thestrup – Magnum (tomte)

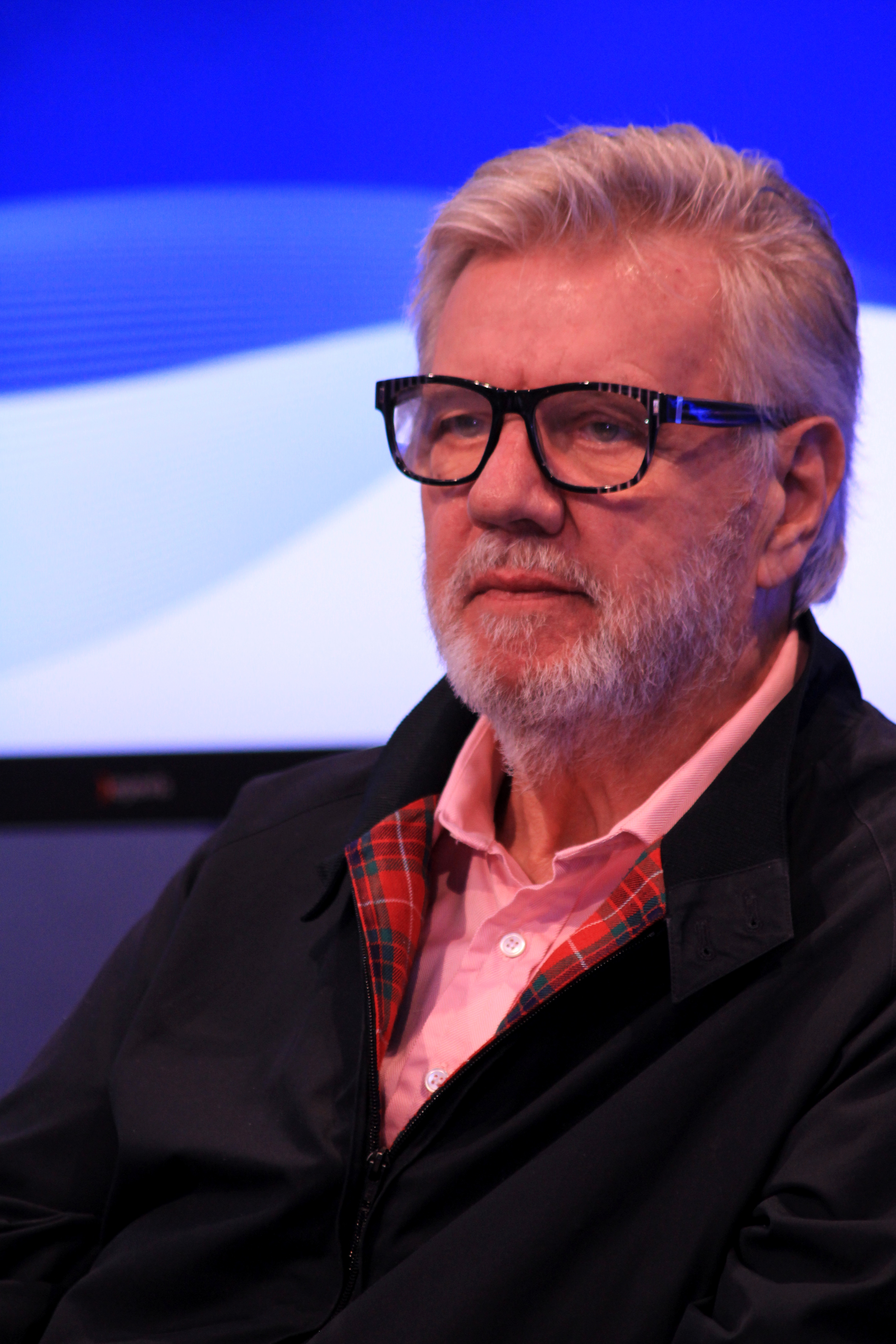
Morten Grunwald spelar kungen.

- Ellen Winther Lembourn – Trisse (tomte)
- Allan Olsen – Fimpe (tomte)
- Finn Nielsen – Mirko (tomte)
- Ejnar Hans Jensen – Astralius
- Aksel Erhardsen – baron von Wiessenwass
- Anders Theiss Errboe – härold
- Björn Christensen – härold
- Poul Thomsen – Klaes
- Poul Clemmensen – Kollerød-bonden
- Jens Østerholm – van Dango
- Holger Boland – Christoffer Tårngemmer
- Peter Gilsfort – utridare
- Aksel Rasmussen – prelat
- Peter Gantzler – soldat (okrediterad)

## Produktion

### Rollsättning

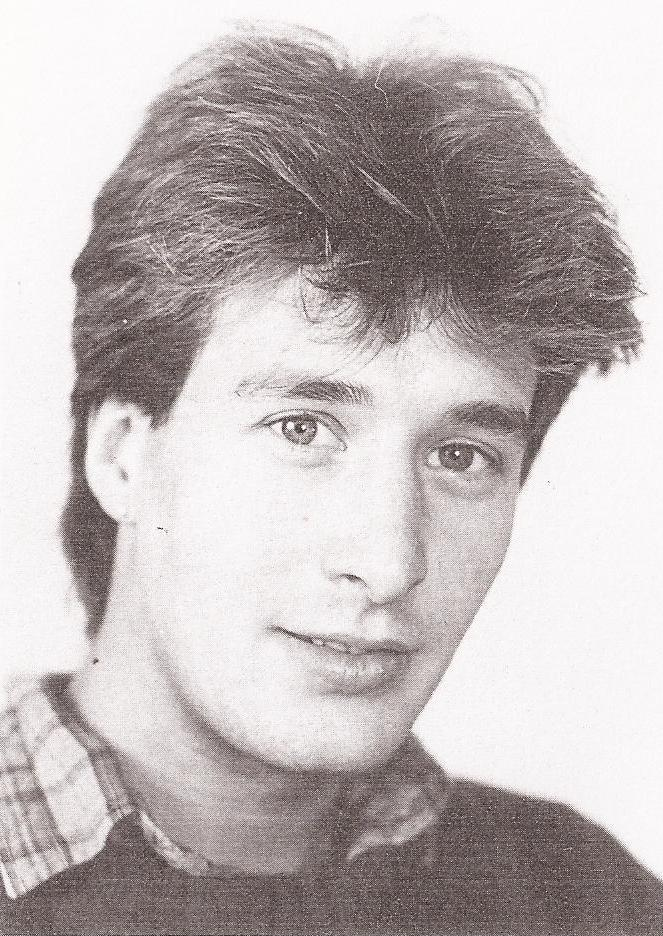
Allan Olsen spelar tomten Fimpe. Bild från 1986.

Rollen som prinsessan Miamaja spelades av Hanne Stensgaard som vid inspelningarna var 31 år. Hon hade nyligen blivit mamma och hade dåligt med pengar och ljög därför om att hon var sex år yngre för att få rollen. Hon gick till provspelningen trots att hon hört att en 28-åring avvisats eftersom hon var för gammal.
Jens Zacho Böye, som var 28-år vid tillfället, fick sitt genombrott i rollen som Valentin och behövde tillsammans med Kim Veisgaard gå på ridskola för att lära sig rida.
Kim Veisgaard, som spelar junker Juchs, fick frågan vid auditionen i Aarhus om han bland annat kunde rida och fick rollen trots att hans enda erfarenhet av hästar var att som barn bli dragen omkring av en ponny på zoo.
Allan Olsen var vid det här tillfället 25 år och glasmästare. Han gick till auditionen och fick rollen bland annat på grund av sin skådespelarerfarenhet från bland annat Kompisarna (1978) och Den kroniske uskyld (1985).

### Inspelning

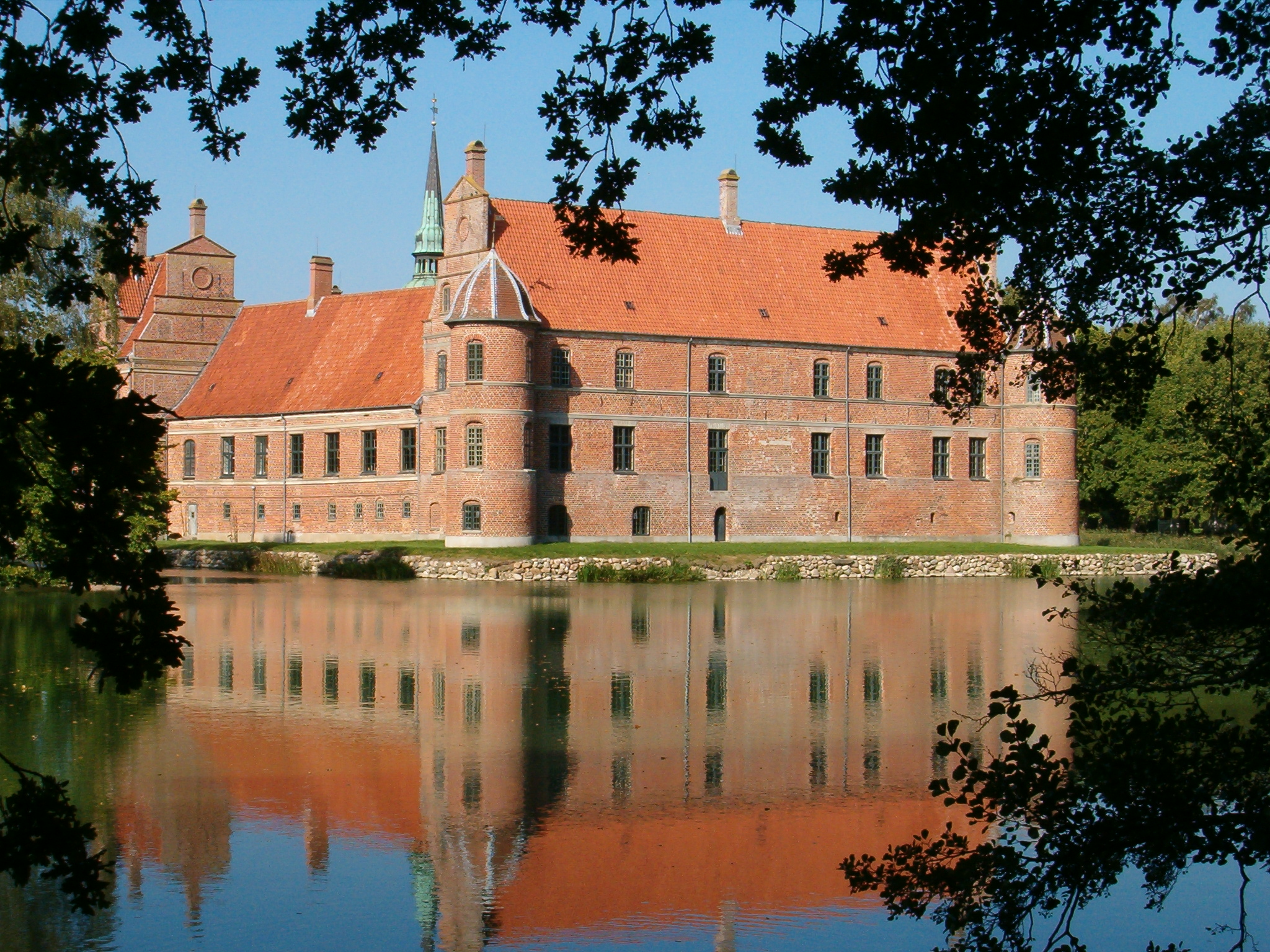
Rosenholms slott där större delen av filmen spelades in.

Det var ursprungligen tänkt att julkalendern skulle spelas in på Själland, men då ett passande slott inte kunde hittas flyttades produktionen till Jylland. Där hittades iställetRosenholms slott strax norr om Hornslet på Djursland, som användes till stora delar av inspelningarna som pågick från februari till midsommarafton.
Filmens regissör var Finn Henriksen, som tidigare hade varit filmklippare på Matador, och även regisserat flera filmer, däribland en rad Olsenbanden-filmer. Manuset skrevs av Henriksen och Martin Miehe-Renard som senare skrev och regisserade Alletiders Jul och efterföljande julkalendrar om tomten Pyrus.
Julkalendern hade en budget på 12 miljoner danska kronor och var den dittills dyraste julkalender som DR hade producerat.

### Musik
Som andra av DR:s julkalendrar innehåller serien en del sånger. Några sånger återkommer i nästan alla avsnitt, medan andra bara framfördes enskilda gånger. Musiken skrevs av Bodil Heister.
Musiken från julkalendern släpptes på CD i samband med att serien visades i repris 1998.
| Nr. | Titel                       | Framförd av                                                   | Längd |
| --- | --------------------------- | ------------------------------------------------------------- | ----- |
| 1   | "Ouverture"                 | Radiounderholdningsorkestret                                  | 01:04 |
| 2   | "Drillesang"                | Ellen Winther                                                 | 01:27 |
| 3   | "Morgensang"                | Ellen Winther                                                 | 02:10 |
| 4   | "Slotsmarch"                | Radiounderholdningsorkesteret                                 | 01:11 |
| 5   | "Madsang"                   | Radiounderholdningsorkesteret                                 | 01:38 |
| 6   | "Kærlighed"                 | Radiounderholdningsorkesteret                                 | 02:02 |
| 7   | "Alkymistsang"              | Ejnar Hans Jensen                                             | 02:15 |
| 8   | "Miamaja"                   | Radiounderholdningsorkesteret                                 | 01:31 |
| 9   | "Når Anemoner Blomstrer"    | DR's Julekalender & Ellen Winther                             | 01:53 |
| 10  | "Sommer"                    | Radiounderholdningsorkesteret                                 | 02:05 |
| 11  | "December-Sang"             | Ellen Winther                                                 | 01:20 |
| 12  | "Nisse-Hopsa"               | Ole Thestrup, Ellen Winther, Ejnar Hans Jensen og Allan Olsen | 01:51 |
| 13  | "Taffelmusik"               | Radiounderholdningsorkesteret                                 | 01:26 |
| 14  | "Bagesang"                  | Ellen Winter                                                  | 01:35 |
| 15  | "Valentin"                  | Radiounderholdningsorkesteret                                 | 01:51 |
| 16  | "Nissens Røde Hue"          | Ellen Winter                                                  | 01:45 |
| 17  | "Rabsenfuchs"               | Radiounderholdningsorkesteret                                 | 00:50 |
| 18  | "Drillesangen (Æh Bæh Buh)" | DR's Julekalender & Ellen Winter                              | 01:10 |
| 19  | "Torvemusik"                | Radiounderholdningsorkesteret                                 | 00:50 |
| 20  | "Julesang"                  | Ellen Winter                                                  | 01:51 |
| 21  | "Slutningsmusik"            | Radiounderholdningsorkesteret                                 | 01:27 |

## Mottagande
Julkalendern rosades för sina överdådiga kulisser och autentiska kostymer.
Jens Zacho Böye uppnådde stor popularitet i rollen som Valentin och blev en tonårsidol, och blev jagad av fans på Strøget i Århus. Utöver detta väntade unga kvinnor på honom i hans trappuppgång, och han var tvungen att få hemligt nummer då han utsattes för en telefonstorm. Den stora uppmärksamheten och förväntningarna har efter hans eget uttalande varit svårt att leva upp till och han har huvudsakligen hållit sig till Aarhus Teater, där han har jobbat i 35 år. Böye menar att rollen i några fall har varit ett hinder för karriären då folk har varit rädda för att det blivit för "prinsaktigt" att rollsätta honom.
Hanne Stensgaard i rollen som prinsessa Miamaja blev också bra mottagen, och hon mottog många beundrarbrev och frågor från teatrar. Kim Veisgaard mottog också beundrarbrev från barn och föräldrar som tyckte synd om honom för att han blev hunsad med av greve Rabsenfuchs (Waage Sandø). I en tittarundersökning utförd av analysinstitutet YouGov hösten 2016 blev greve Rabsenfuchs framröstad som den sjunde bästa skurken bland de danska julekalendere med 10 % av rösterna. Förstaplatsen kneps av Martin Brygmanns Loke från Jul i Valhal (2005). Greve Rabsenfuchs var den äldsta skurken på listan.
Rollsättningen av Ole Thestrup som tomten Magnum rosades i Politiken: "Thestrup var perfekt rollsatt... ...med sin kombination av gammaldanskt lynne och de karakteristiska demonglimtarna i ögat".
År 2007 fick julkalendern tre av sex stjärnor i gratistidningen 24timer, som gått igenom diverse julkalendrar släppta på DVD. En del av sångerna beskrevs som "inte helt lyckade", och inte alla avsnitt var "så spännande". I gengäld rosades skådespelarinsatserna. Flera av sångerna är dock ganska välkända, och "December-Sang" är närmast allmängods.
I en omröstning bland läsarna av Politiken vann Jul på Slottet år 2009 "Bästa julkalender" med fyra röster ner till Nissebanden på andraplatsen.
Jul på Slottet visades i repris 1998 och hade runt 800 000 tittare per avsnitt, medan Brødrene Mortensens Jul, som visades för första gången på den konkurrerande TV-kanalen TV 2, hade omkring 1,3 miljoner. Skillnaden tillskrevs i en artikel i Jyllands-Posten bland annat att Brødrene Mortensens Jul hade bättre sändningstid (kl. 20 framför kl. 18 för Jul på Slottet), men också eftersom färre killar i åldern 8–10 år följde med i förhållande till den första gången julkalendern sändes. Jul på Slottet hade omkring dubbelt så många tittare som fjolåret, då Jullerup Færgeby från 1974 visades i repris.
År 2008 visades DR programmet Julefandango som visade klipp från olika julkalendrar. Jul på Slottet visades den 5, 13 och 23 december. Vid reprisen 2013 hade det första avsnittet enligt TV 2 135 000 tittare, vilket var mer än andra repriser av vuxenjulkalendrarna The Julekalender och Jul på Vesterbro. DR rapporterade att omkring 263 000 tittare såg första avsnittet. Serien hade i genomsnitt mellan 124 000 och 143 000 tittare.

## Teater och konsert
Julkalendern har senare flera gånger uppförts på teater. 2007 samarbetade Den Jyske Opera med Filuren på att dramatisera Jul på Slottet för teater i Musikhuset Aarhus med bland annat Merete Hegner på rollistan. Den ursprungliga regissören, Finn Henriksen, hade dramatiserat julkalendern, och Kim Veisgaard, som spelade junker Juchs, regisserade, vilket gladde Henriksen. Bodil Heister, som ursprungligen skrev musiken, skrev flera nya sånger till pjäsen. Stycket mottog goda recensioner. Föreställningen har sedan återuppförts varje år sedan dess, och har blivir en tradition i Aarhus, liksom uppförandet av Nøddebo Præstegaard är i Köpenhamn.
Jul på Slottet har också uppförts på Slottkvarnen vid Nyborg Slott av Nyborg Voldspil, där den blev utsåld, så en extraföreställning ordnades.
Mastodonterna har satt upp Jul på Slottet som musikal 2013 i FrederiksborgCentret i Hillerød av anledning av teatertruppens 25-årsjubileum.
Vid 25-årsjubileet för premiären av julkalendern höll Rosenholm Slott, där stora delar av Jul på Slottet spelades in, julmarknad 2011, där Jens Zacho Böye, Bodil Heister och Ejnar Hans Jensen (Astralius) deltog.
2013 hölls tre konserter 7 och 8 december på Valdemar Slott på Tåsinge och Gavnø Slott vid Næstved, där fem musiker från DRs orkester och Johannes Nymark och Anne Mette Roest uppförde en konsertframträdande av julkalendern med Tajma Terry från DR Ramasjang som värd. Till konserterna användes Heisters ursprungliga musik med ett manus av Martin Miehe-Renard. Konserterna var gratis.